# Маріон Тауншип (округ Батлер, Пенсільванія)
Маріон Тауншип (англ. Marion Township) — селище (англ. township) в США, в окрузі Батлер штату Пенсільванія. Населення — 1167 осіб (2020).

## Демографія
Згідно з переписом 2010 року, у селищі мешкало 1239 осіб у 466 домогосподарствах у складі 351 родини. Було 544 помешкання
Расовий склад населення:
| - 99,3 % — білих - 0,2 % — корінних американців - 0,2 % — чорних або афроамериканців |

До двох чи більше рас належало 0,3 %. Частка іспаномовних становила 0,1 % від усіх жителів.
За віковим діапазоном населення розподілялося таким чином: 23,1 % — особи молодші 18 років, 62,5 % — особи у віці 18—64 років, 14,4 % — особи у віці 65 років та старші. Медіана віку мешканця становила 42,1 року. На 100 осіб жіночої статі у селищі припадало 101,8 чоловіків;  на 100 жінок у віці від 18 років та старших — 104,5 чоловіків також старших 18 років.
Середній дохід на одне домашнє господарство  становив 58 064 долари США (медіана — 48 173), а середній дохід на одну сім'ю — 64 628 доларів (медіана — 56 188). Медіана доходів становила 45 568 доларів для чоловіків та 30 893 долари для жінок. За межею бідності перебувало 6,9 % осіб, у тому числі 10,4 % дітей у віці до 18 років та 9,2 % осіб у віці 65 років та старших.
Цивільне працевлаштоване населення становило 551 особа. Основні галузі зайнятості: освіта, охорона здоров'я та соціальна допомога — 18,9 %, будівництво — 17,2 %, науковці, спеціалісти, менеджери — 13,4 %, виробництво — 11,6 %.